# Wälder zwischen Wittlich und Cochem
Wälder zwischen Wittlich und Cochem este o arie protejată (arie de protecție specială avifaunistică — SPA) din Germania întinsă pe o suprafață de 23.552 ha, integral pe uscat.

## Localizare
Centrul sitului Wälder zwischen Wittlich und Cochem este situat la coordonatele 50°02′32″N 7°05′59″E / 50.0422°N 7.0997°E.

## Înființare
Situl Wälder zwischen Wittlich und Cochem a fost declarat arie de protecție specială avifaunistică în ianuarie 2004 pentru a proteja 15 specii de animale.

## Biodiversitate
Situată în ecoregiunea continentală, aria protejată nu include niciun habitat protejat.
La baza desemnării sitului se află mai multe specii protejate de  păsări (15): fluierar de munte (Actitis hypoleucos), pescăruș albastru (Alcedo atthis), Ardea cinerea cinerea, cocoșul de mesteacăn (Bonasa bonasia), buha (Bubo bubo), barză neagră (Ciconia nigra), ciocănitoarea de stejar (Dendrocopos medius), ciocănitoare neagră (Dryocopus martius), presură de munte (Emberiza cia), capîntortură (Jynx torquilla), sfrâncioc roșiatic (Lanius collurio), gaia neagră (Milvus migrans), gaia roșie (Milvus milvus), viespar (Pernis apivorus), ciocănitoare verzuie (Picus canus).